# Tagudin

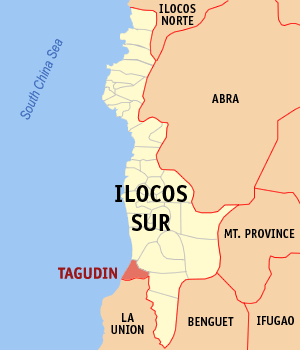
Bản đồ Ilocos Sur với vị trí của Tagudin

Tagudin là một đô thị hạng 4 ở tỉnh Ilocos Sur, Philippines. Theo điều tra dân số năm 2000 của Philipin, đô thị này có dân số 34.427 người trong 6.603 hộ.

## Các đơn vị hành chính
Tagudin được chia ra 43 barangay.
| - Ag-aguman - Ambalayat - Baracbac - Bario-an - Baritao - Becques - Bimmanga - Bio - Bitalag - Borono - Bucao East - Bucao West - Cabaroan - Cabugbugan - Cabulanglangan | - Dacutan - Dardarat - Del Pilar - Farola - Gabur - Garitan - Jardin - Lacong - Lantag - Las-ud - Libtong - Lubnac - Magsaysay - Malacañang | - Pacac - Pallogan - Pula - Pudoc East - Pudoc West - Quirino - Ranget - Rizal - Salvacion - San Miguel - Sawat - Tallaoen - Tampugo - Tarangotong |